# أڭادير ملول
أڭادير ملول هي جماعة قروية في إقليم تارودانت بجهة سوس ماسة جنوب المغرب، وهي تضم 8826 نسمة، حسب الإحصاء العام للسكان والسكنى لسنة 2014.
يقع مركز الجماعة على الطريق الإقليمية رقم 1743، ويبعد عن مدينة تارودانت بـ 150 كلم، وعن مدينة تالوين بـ 45 كلم.

## دواوير الجماعة
| مشيخة أنزين                                              | مشيخة إلونان | مشيخة إلمغارطين | مشيخة إغديون | مشيخة أسرارغ                                            |
| -------------------------------------------------------- | --- | --- | --- | ------------------------------------------------------- |
| - دوار أمدغار - دوار تملاكوت - دوار إولويل - دوار تمجرشت | - دوار أنيسي - دوار أنيغد - دوار المدينت - دوار أنامر نيلونان - دوار إحريسن - دوار تنيرضل - دوار إغانيمن - دوار أكديم نيزدار | - دوار تسولت - دوار تايسا - دوار أنامر - دوار إغرمان - دوار إغير - دوار أيت خلف إزدار - دوار ثلاث - دوار تزكي إلمغارطين - دوار تفريت - دوار أكني - دوار إزرزار | - دوار غراطون - دوار أكديم نوفلا - دوار تنمليز - دوار تدارت - دوار تاوزي - دوار أكادير ملول - دوار أيت حامد - دوار إمولا - دوار تلديخت - دوار إغلس - دوار تكروط - دوار تزكين - دوار إكو - دوار تايفست - دوار تزكي إغدوين - دوار اوزان | - دوار تمضغرت - دوار إكردا - دوار المدينت - دوار أسرارغ |

## التعليم
قائمة المؤسسات التعليمية في أكادير ملول:
- مجموعة مدارس أكادير ملول (تملاكوت - تمجرشت - اكرض نوليلي - انمر)
- مجموعة مدارس ابن خلدون (الصغار - سوق سبت أنزور - تزكي نغديون - تكروت - تايفست - امولا - انزور)
- مجموعة مدارس الامام الشافعي (تمدغارت - اكردا - لمدينت - اسرارغ)
- مجموعة مدارس ابن الحسن الوزاني (اغير نوملول - تيسا - تنماليز - اغرمان - ايت خالف - ازرزر - تزكي المغارط)
- مجموعة مدارس بوكماخ (لمدينت - انيسي - انيغد - احريصن - اغانيمن - تنرضل)
- إعدادية أكادير ملول

## الاقتصاد
يعتمد أغلب السكان على الفلاحة وتربية الماشية، وأهم مركز اقتصادي في جماعة أڭادير ملول هو السوق الأسبوعي والمعروف بسوق سبت نونزور، والذي يعرف رواجاً كبيراً خلال يوم السبت.